# Sophie Polkamp
Sophie Polkamp (Groninga, 2 agosto 1984) è una hockeista su prato olandese.

## Palmarès
Olimpiadi
- 2 medaglie:
  - 2 ori (Pechino 2008, Londra 2012)

Mondiali
- 2 medaglie:
  - 1 oro (Madrid 2006)
  - 1 argento (Rosario 2010)

Europei
- 3 medaglie:
  - 2 ori (Dublino 2005, Mönchengladbach 2011)
  - 1 argento (Manchester 2007)

Champions Trophy
- 3 medaglie:
  - 2 ori (Canberra 2005, Quilmes 2007)
  - 1 bronzo (Amstelveen 2006)